# Theodelinda
Theodelinda (n. 570 d.Hr., Regensburg, Germania – d. 22 ianuarie 627 d.Hr., Monza, Italia) a fost regină a longobarzilor, fiica ducelui Garibald I de Bavaria din familia Agilolfingilor.
A fost prima dată căsătorită în 588 cu Authari, regele longobarzilor și fiul lui Cleph. După ce Authari a murit în anul 590, Theodelindei i s-a îngăduit să îl aleagă pe Agilulf ca al doilea soț și totodată ca succesor al lui Authari, în 591.
În continuare, ea a exercitat o mare influență în restaurarea crezului niceean și a romano-catolicismului în rândul longobarzilor, care erau majoritar arieni.
După convertirea lui Agilulf la credința catolică, Theodelinda a început construirea de biserici în Lombardia și în Toscana, printre care catedrala din Monza și  baptisteriul din Florența, toate acestea fiindu-i dedicate sfântului Ioan Botezătorul.
Faimosul tezaur de la Monza conține coroana de fier a regilor longobarzi, ca și theca persica, incluzând un text din Evanghelia după Ioan, trimis de către papa Grigore I special pentru Theodelinda și pentru fiul ei, Adaloald.
Fiul său, Adaloald, în jurul anului 616, a urcat pe tronul Regatului longobard, fiind singurul monarh din ramura Theodelindei a dinastiei bavareze.